# Gliptoteca de Múnic

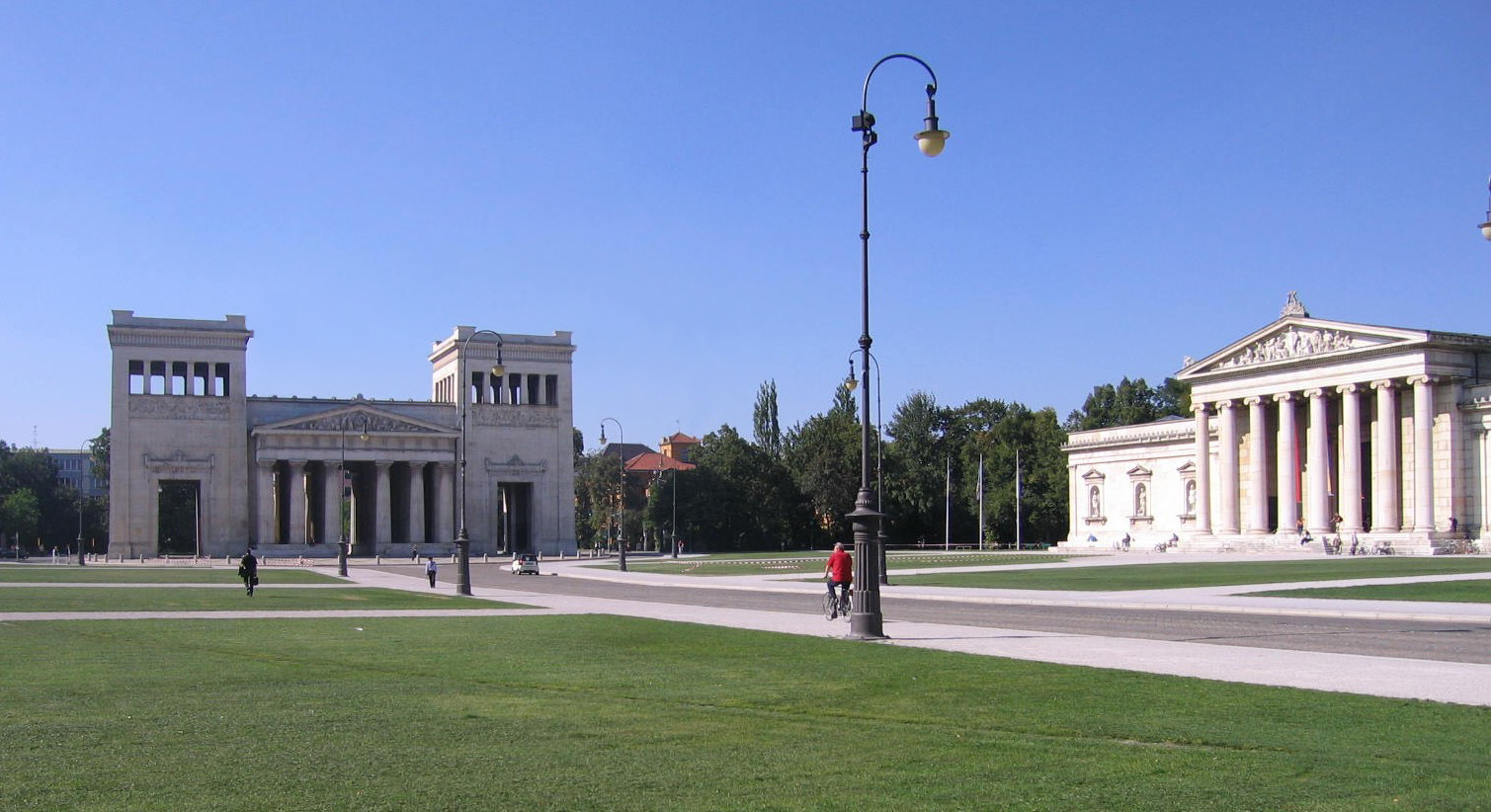
La Gliptoteca de Múnic i els Propileus.

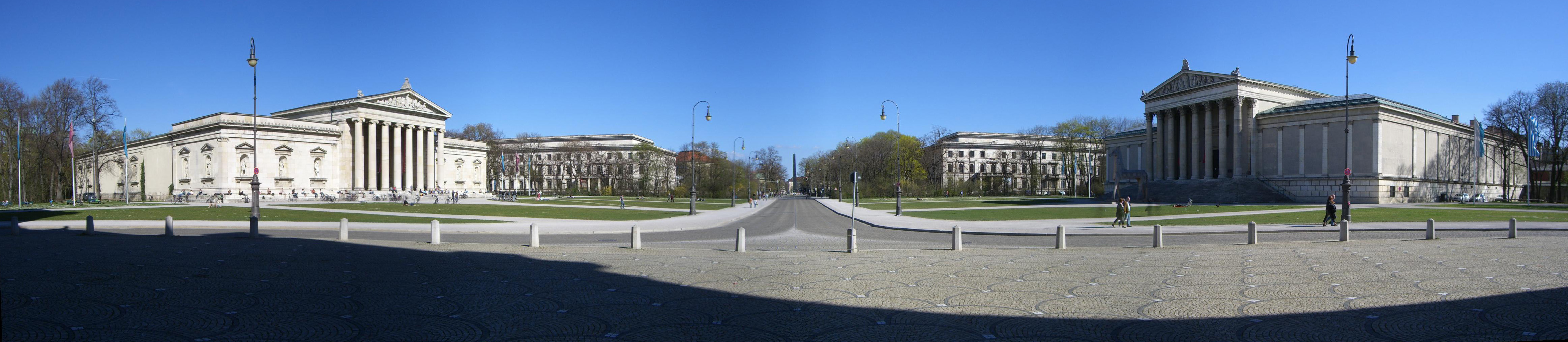
La Plaça Reial de Múnic amb la Gliptoteca a la dreta i la Col·lecció Estatal d'Antiguitats a l'esquerra des dels Propileus

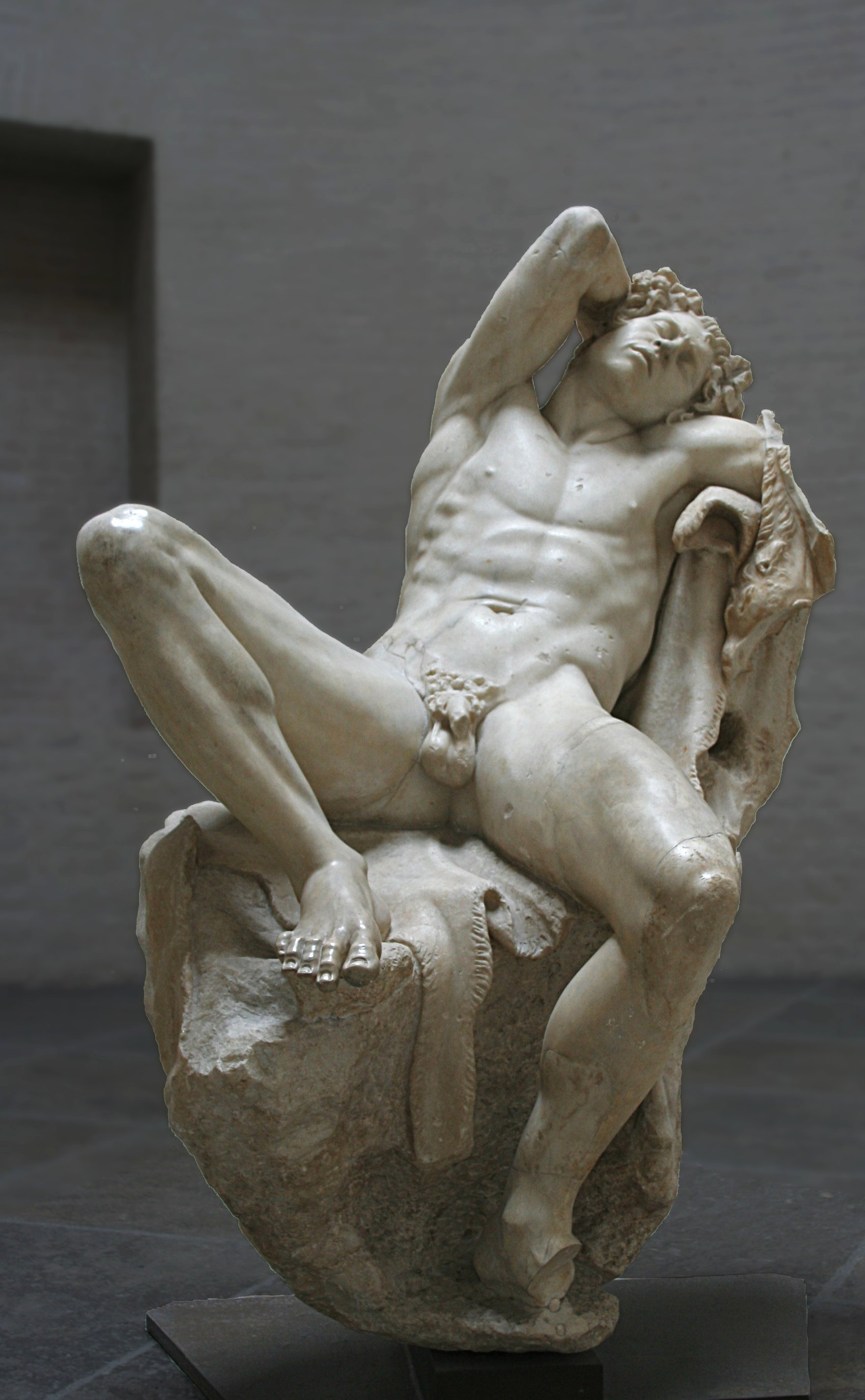
Faune Barberini.

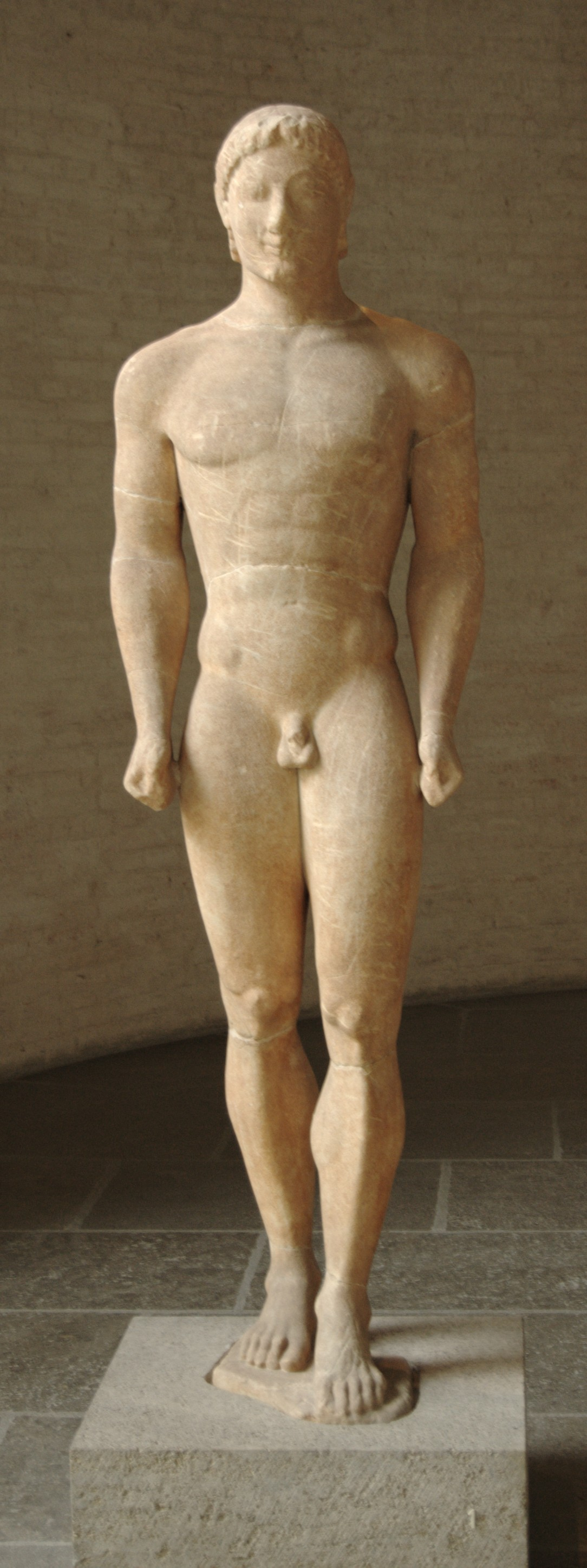
Kurose de Múnic

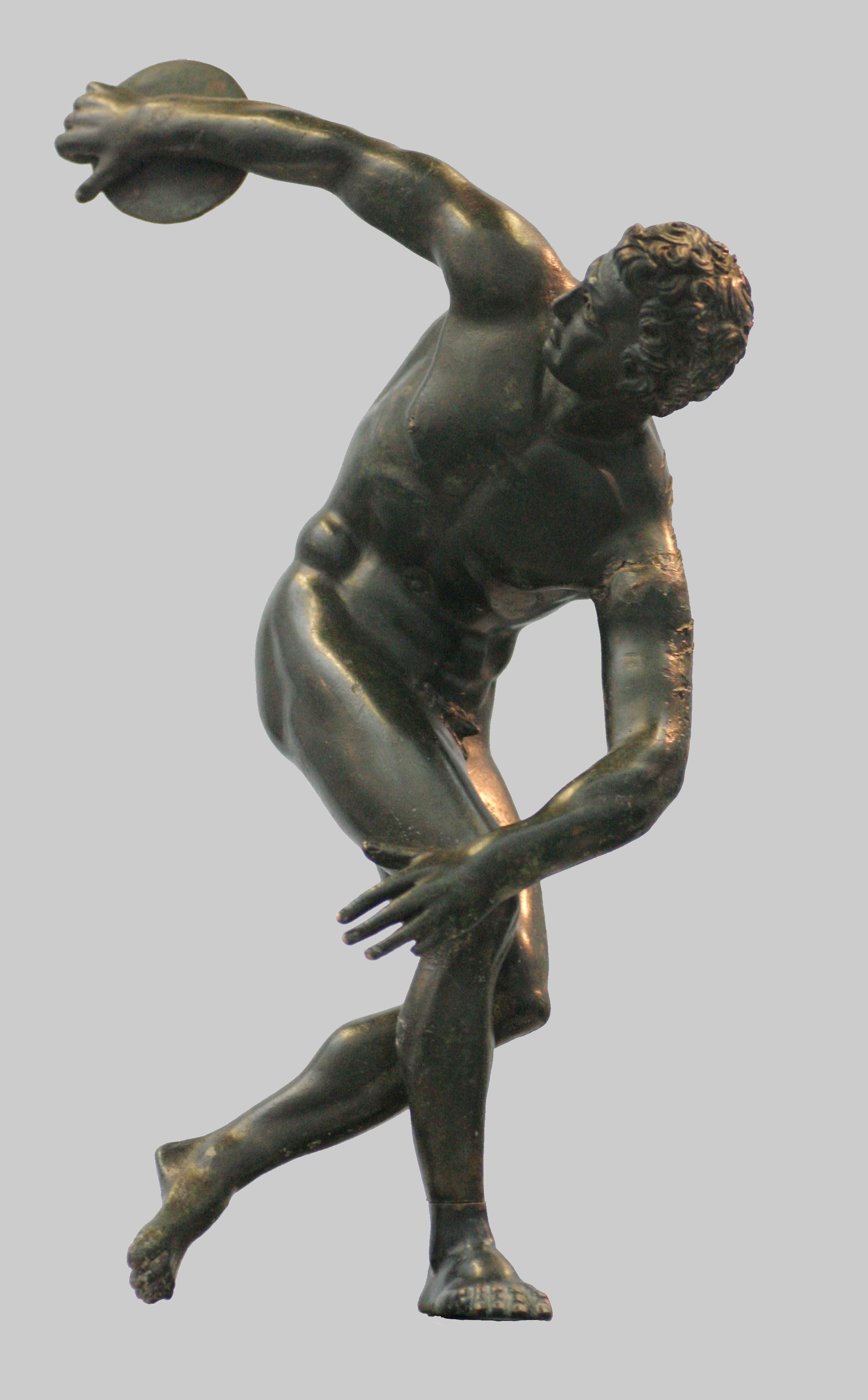
Discòbol

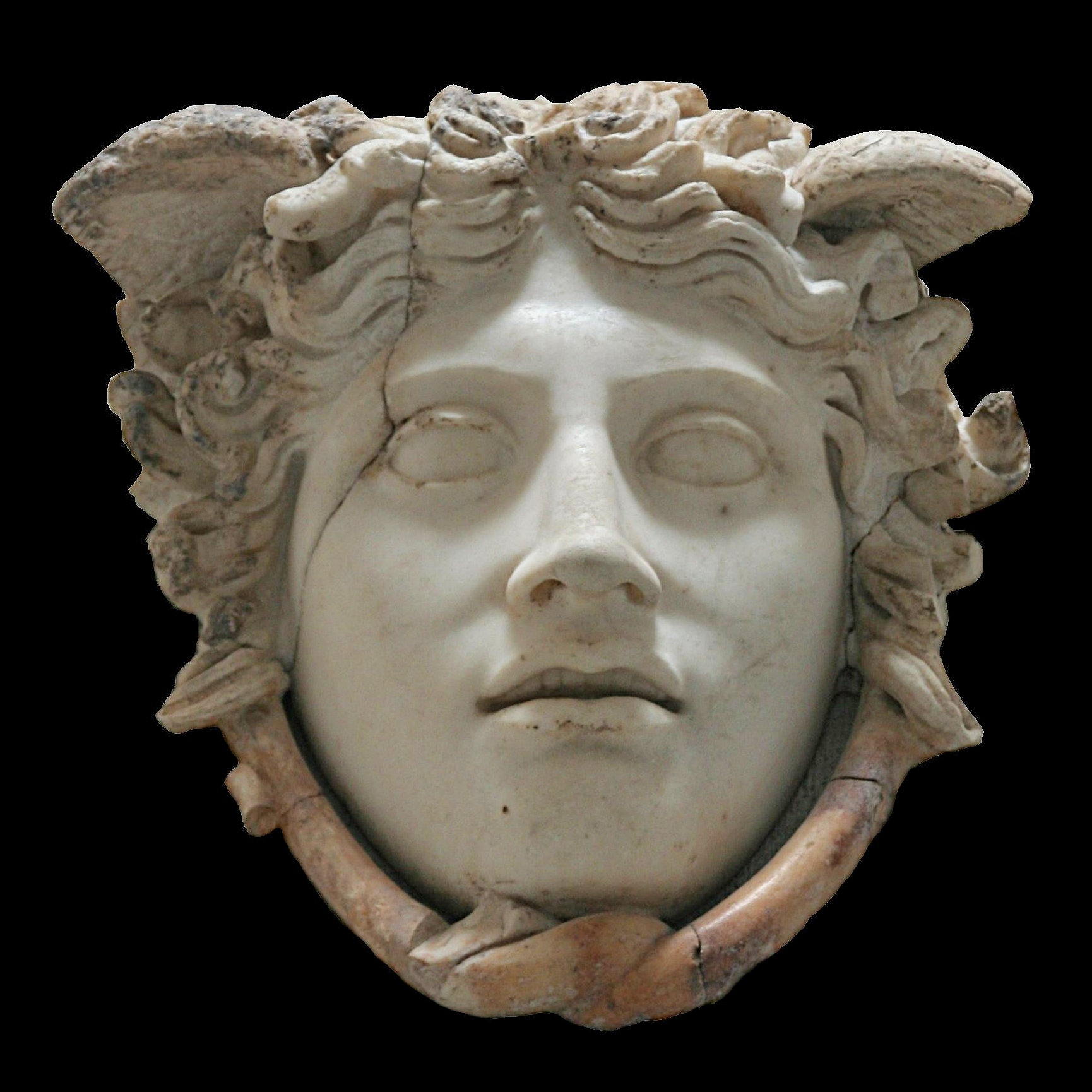
Medusa Rondanini

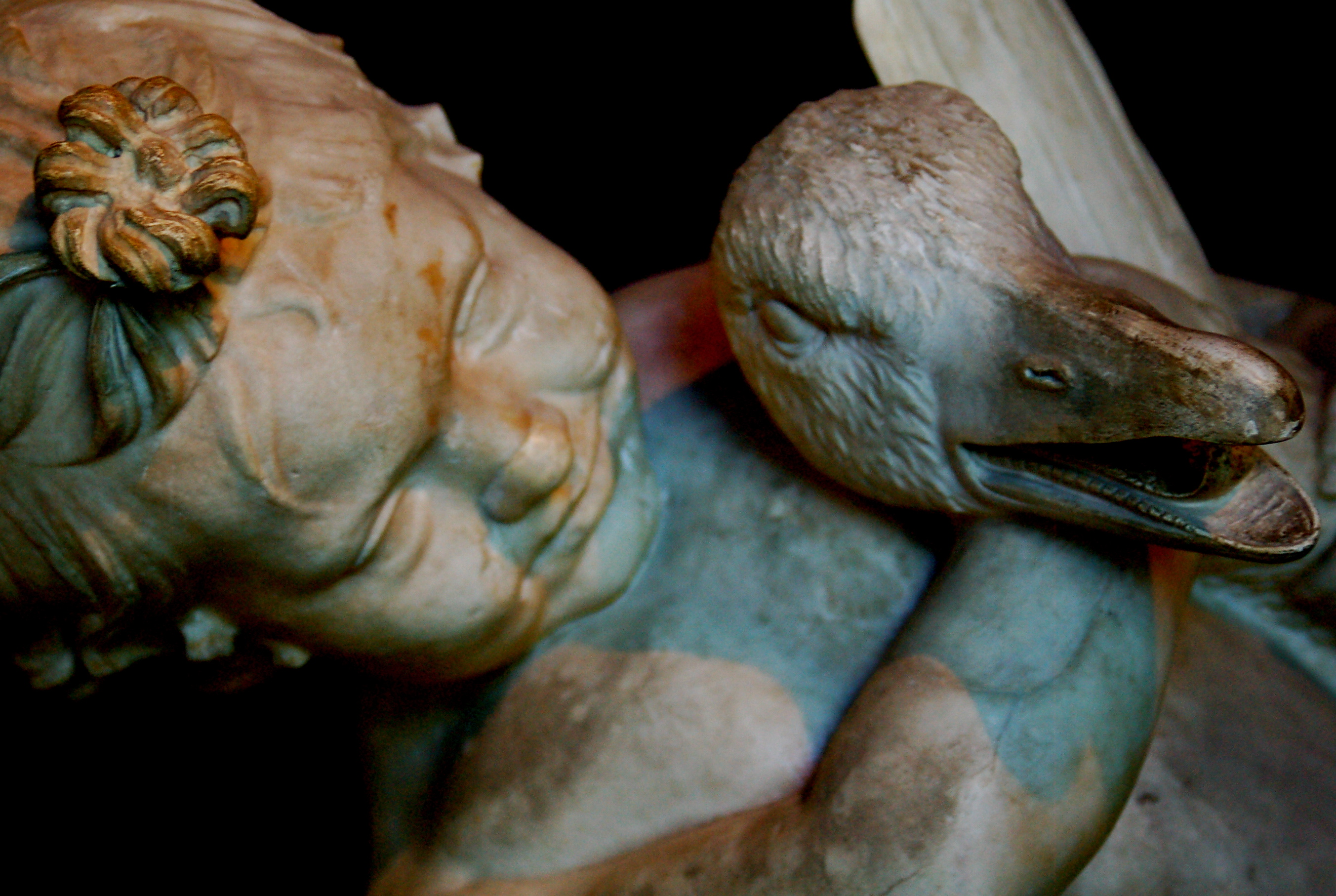
Infant barallant-se amb un ànec

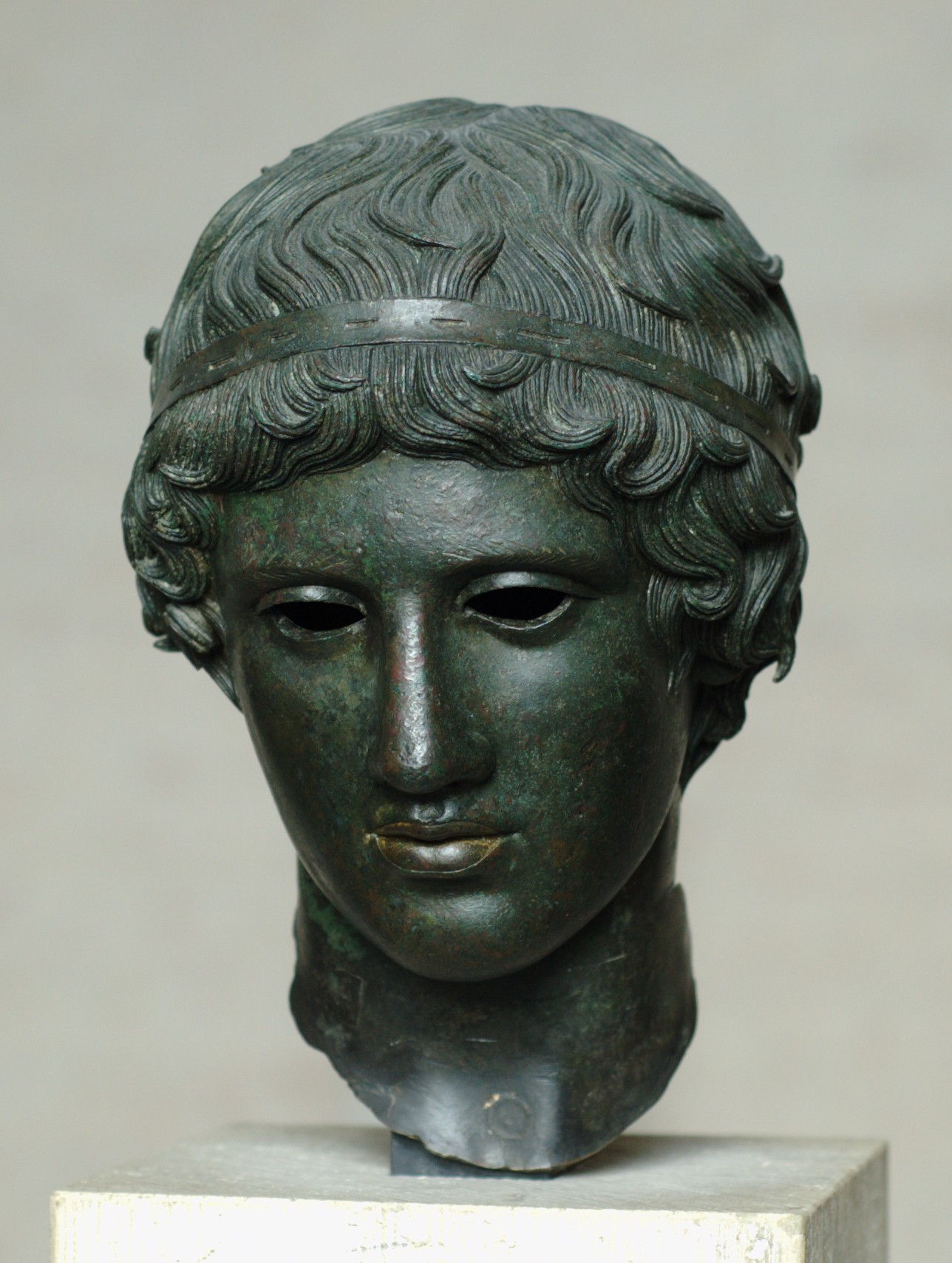
Cap de noi amb diadema

La Gliptoteca de Múnic és un museu ubicat en aquesta ciutat alemanya que va ser encarregat pel rei bavarès Lluís I de Baviera per a acollir la seva col·lecció d'escultures gregues i romanes. Va ser dissenyat per Leo von Klenze seguint l'estil neoclàssic i construït entre 1816 i 1830. Actualment el museu forma part del Kunstareal.

## Història
La Gliptoteca va ser encarregada pel príncep hereu (després rei) Lluís I de Baviera juntament amb altres projectes, com la veïna Königsplatz i l'edifici que alberga la Col·lecció Estatal d'Antiguitats Gregues i romanes, com un monument a l'antiga Grècia. Lluís tenia la visió d'una «Atenes alemanya» en què es recordaria l'antiga cultura grega, i va fer construir davant les portes de Múnic.
La disposició del complex de la Königsplatz va ser dissenyada pels arquitectes Karl von Fischer i Leo von Klenze el 1815, ordenant-aquest en l'estil d'un fòrum, amb la Gliptoteca al costat nord. Les parets del museu van adornades amb colors frescs i estucs realitzats per distingits artistes com ara Peter von Cornelius i Wilhelm von Kaulbach.
En els pocs anys entre 1806 i l'obertura del museu el 1830, Lluís va completar una de les millors col·leccions d'escultures grecoromanes de l'època. A través dels seus agents va aconseguir adquirir peces com ara la Medusa Rondanini, el Faune Barberini i, el 1813, les figures del Temple d'Afea a Egina.
La Segona Guerra Mundial no va destruir moltes de les obres d'art de la Gliptoteca, encara que malauradament els frescos no van sobreviure i només uns pocs maons pintats eren visibles després de la reobertura del museu el 1972.

## Arquitectura
El museu va ser dissenyat en l'estil clàssic grecoitalià. El pòrtic és jònic i els murs exteriors contenen nínxols, en què s'ubiquen 18 escultures originals romanes i gregues, sis a cada paret (excepte la darrera). L'interior és voltat.
El museu va ser originalment construït completament de marbre. No obstant això, a la Segona Guerra Mundial va quedar destruït. L'edifici reconstruït no és tan bonic com l'original: les columnes jòniques es van deixar sense acabar, no estant acanalades, i algunes escultures van quedar també sense fer. A més, es va usar molt menys marbre, el que resulta evident des de dins, on s'aprecien les parets compostes de maó vermell i pintades per donar un efecte de marbre. Els frescos que decoraven els murs també es van perdre.

## Col·leccions
La Gliptoteca conté escultures datades des del període arcaic (c. 650 aC) fins a l'època romana (c. 550 dC).

### Període arcaic (700-490 aC)
Entre les escultures més famoses d'aquesta època hi ha el Kurose de Múnic  (estàtua d'un adolescent de l'Àtica, c. 540 aC), el Kurose de Tenea (estàtua d'un adolescent de Corint, c. 560 aC) i les estàtues del temple d'Afea a Egina. D'aquestes últimes hi ha de fet dos conjunts d'escultures semblants a la Gliptoteca. Quan els arqueòlegs van excavar el jaciment d'Egina van descobrir dos grups, i més tard es va teoritzar que el temple original va ser destruït durant la Guerra del Peloponès, erigint-se poc després un altre temple al seu lloc. Els grecs no s'haurien molestat a netejar la zona, deixant les restes del temple original enterrades en el mateix lloc.

### Escultura grega (490-323 aC)
Les escultures més famoses d'aquest període són el Retrat d'Homer (460 aC), l'Estàtua de Diomedes (430 aC), la Medusa Rondanini (440 aC), ll'Estela funerària de Mnésareté  (380 aC), ll' Estàtua de Eirene  (370 aC), ll'Alexandre Rondanini (c. 338 aC) i el Ilioneus (c. 320 aC).

### Escultura hel·lenística (323-31 aC.)
L'escultura més famosa representativa d'aquest període és el  Faune Barberini  (220 aC.).
Entre les còpies romanes famoses d'escultures gregues estan el  Nen amb oca  (c. 250 aC.) i la  Dona èbria  (atribuïda a Miró, c. 200 aC).

### Escultures romanes (150 aC-550)
La Gliptoteca alberga una gran col·lecció de busts romans, estant entre els més famosos els dels emperadors August (c. 40), Neró (65), Septimi Sever (200) i la seva dona Júlia Domna (195).
També pot trobar aquí altres escultures notables. Aquesta col·lecció es complementa amb les terracotes i bronzes de la Staatliche Antikensammlungen (Col·lecció Estatal d'Antiguitats Gregues i romana'), que està situada davant de la Gliptoteca.